# Czepiak czarnolicy
Czepiak czarnolicy (Ateles chamek) – gatunek ssaka naczelnego z podrodziny czepiaków (Atelinae) w obrębie rodziny czepiakowatych (Atelidae).

## Budowa
Czepiaki czarnolice osiągają około 40–60 cm długości oraz masę od 7 do 9 kg. Mają chwytny ogon osiągający 80 cm długości, który pomaga w brachiacji. Mają cztery długie palce oraz krótki kciuk. Są w całości pokryte czarnym futrem i mają czarną twarz.
Są bardzo podobne do czepiaka czarnego, wyróżniają się krótszym futrem oraz mniej odsłoniętą twarzą. Różnicą jest również ilość chromosomów, czepiak czarnolicy ma ich 34.

## Tryb życia
Żyją w grupach, które przeważnie liczą od 5 do 25 osobników. Terytorium jednej grupy zajmuje zwykle od 150 do 375 ha, w czasie pory deszczowej zajmują większy obszar niż w czasie pory suchej. Przemieszczają się głównie samce, samice trzymają się centralnej części obszaru. Komunikują się poprzez chrząkanie oraz krzyki. Komunikują się również poprzez zapach oraz potrząsanie gałęziami drzew. Najstarszy osobnik w niewoli osiągnął 48 lat.

### Cykl życiowy
Są poligamiczne. Rozmnażają się zwykle co 3–4 lata. Nie mają sprecyzowanego sezonu godowego, jednak zazwyczaj gody odbywają się wczesną wiosną. Ciąża zwykle trwa około 230 dni, po której zazwyczaj rodzi się jedno młode. Przeżywalność młodych do pierwszego roku życia wynosi 67%. Po 4 latach osiąga dojrzałość płciową. Samice są w stanie dostosować płeć potomstwa przed narodzeniem. Samice mają określoną hierarchie. Te, które znajdują się wyżej, częściej rodzą i wychowują samców.

## Rozmieszczenie geograficzne
Gatunek ten występuje w Ameryce Południowej na terenach Boliwii, Peru oraz Brazylii. Preferuje suche lasy liściaste. Zazwyczaj przebywa w koronach drzew. Często są widywane w Parku Narodowym Noel Kempff Mercado.

## Ekologia
Żywią się głównie owocami, połowę pożywienia stanowią figi. Jednak kiedy owoców jest mniej, jedzą również kwiaty, liście oraz owady. Dziennie poświęcają około 30% czasu na jedzenie.